# Anisopodus jaculus
Anisopodus jaculus är en skalbaggsart som beskrevs av Leonard Gyllenhaal 1817. Anisopodus jaculus ingår i släktet Anisopodus och familjen långhorningar. Inga underarter finns listade i Catalogue of Life.